# Mediterrani Futbol Club
El Mediterrani Futbol Club (originalment, Mediterráneo Football Club) va ser un club de futbol de Palma (Mallorca, Illes Balears), fundat l'any 1923 i desaparegut l'any 1940. Va ser un dels equips més representatius de la ciutat durant els anys 20 i 30.

## Història
A principis de juny de 1923, el diari La Almudaina es feia ressò de la fundació del Mediterráneo FB (sic). Tenia la seva seu social al Cafè Can Gil, a la plaça de Santa Eulàlia de Palma. El primer partit del qual tenim constància el va disputar el 15 d'agost del mateix any, contra el Palma (3-1). Duia samarreta de color blau cobalt clar i calçons negres, colors que mantindria al llarg de la seva existència.
Durant els seus primers anys el club va competir a la Segona categoria del Campionat de Mallorca, llavors el nivell més baix de la competició territorial. Va obtenir inicialment bons resultats, però sense assolir l'ascens a Primera categoria. A principis dels anys 30 el club va entrar en crisi per motius desconeguts, va deixar de competir oficialment i roman pràcticament inactiu.
A mitjans de 1933 el club revifa, torna a federar-se i comença la seva etapa més brillant. Així, la temporada 1933-34 milita simultàniament a Segona i Tercera categoria del campionat mallorquí, assolint el títol en sengles competicions, i aconsegueix ascendir a Primera categoria. Allà hi va romandre dues temporades, entre 1934 i 1936, i va optar a convertir-se en el tercer club de la ciutat, només per darrere dels dos grans (CD Mallorca i Balears FC) i en pugna amb l'Athletic FC pel tercer lloc. No obstant això, l'equip va perdre la categoria a les acaballes de la temporada 1935-36.
L'esclat de la Guerra Civil dificulta la seva supervivència, i fins i tot durant la temporada 1937-38 canvia el seu nom pel de Camisas Azules. A finals de la temporada 1939-40 hom va decidir la dissolució de l'entitat i les seves forces vives varen integrar-se dins el Balears FC.

## Terreny de joc
Durant moltes temporades jugava de prestat a camps d'altres clubs o a terrenys d'ínfim nivell. Amb la refeta del club a partir de 1933 va tenir un camp estable a la carretera del Cementeri i l'any 1935, ja a Primera categoria de la competició insular, va inaugurar un nou camp a la barriada palmesana de Son Fortesa.

## Estadístiques

### Temporades
- Primera Categoria del Campionat de Mallorca (2): 1934-35 i 1935-36
- Segona Categoria del Campionat de Mallorca (8): 1924 a 1928, 1933-34, 1936 a 1938 i 1939-40
- Tercera Categoria del Campionat de Mallorca (5) : 1928 a 1931, 1933-34 i 1938-39

### Campionat de Mallorca
| - 1924-25: 2a Categoria (Gr. Sud, 3r) - 1925-26: 2a Categoria (1r) (*) - 1926-27: 2a Categoria (Gr. A, 3r) - 1927-28: 2a Categoria (Gr. B, 2n) (**) | - 1928-29: 3a Categoria (2n) - 1929-30: 3a Categoria - 1930-31: 3a Categoria - 1931-32: no participa | - 1932-33: no participa - 1933-34: 2a Categoria (1r) i 3a categoria (1r) - 1934-35: 1a Categoria (4t) - 1935-36: 1a Categoria (5è) | - 1936-37: 2a Categoria - 1937-38: 2a Categoria (2n) (***) - 1938-39: 3a Categoria (1r) - 1939-40: 2a Categoria (Gr. A, 3r) |

 - Campionat de lliga 

 - Ascens 

 - Descens
(*) Campió de categoria, però no va ascendir 

(**) Campionat escindit de la Federació Balear 

(***) Amb el nom de Camisas Azules

## Palmarès
- Campionat de Mallorca de Segona Categoria (2):   1926, 1934
- Subcampionat de Mallorca de Segona Categoria (1): 1938
- Campionat de Mallorca de Tercera Categoria (2):   1934, 1939
- Subcampionat de Mallorca de Tercera Categoria (1): 1929